# سوویکس
سوویکس (انگلیسی: Swix) شرکت تجهیزات ورزشی نروژی است، که در سال ۱۹۴۶ توسط بورجه گابریلسون تأسیس شد و هم‌اکنون زیرمجموعه‌ای از شرکت فرد کو می‌باشد.